# Sleepers (Roman)
Sleepers ist ein Roman des US-amerikanischen Journalisten und Schriftstellers Lorenzo Carcaterra mit autobiografischen Einflüssen. Das Buch erschien 1995 bei Ballantine Books, die deutsche Ausgabe 1996 im Goldmann Verlag.

## Handlung
In seinem Roman erzählt der Autor von seinem Leben und dem seiner drei besten Freunde John Rilley, Thomas Marcano und Michael Sullivan.
Die vier jungen Freunde leben im Hell’s Kitchen, einem Viertel von Manhattan, der 1960er Jahre und verbringen sehr viel Zeit miteinander. Sie stammen aus zerrütteten Familienverhältnissen und genießen trotzdem das Leben und sind zu Spielen und Streichen aufgelegt. Zu ihren besten Vertrauten zählen der Priester Robert „Bobby“ Carillo, dessen Messdiener sie sind, und der Mafioso King Benny, für den sie kleinere Aufträge erledigen.
Eines Tages spielen sie einem Hotdog-Verkäufer einen Streich. Lorenzo bestellt einen Hotdog und läuft weg, ohne zu bezahlen. Während der Verkäufer Lorenzo verfolgt, stehlen John, Michael und Thomas den Verkaufswagen. Im weiteren Verlauf kommt es dabei zu einem folgenschweren Unfall, als der Wagen eine U-Bahn-Treppe hinunterstürzt und einen unten gehenden Passanten trifft. In einem anschließenden Gerichtsverfahren werden die Freunde wegen Diebstahls in Tateinheit mit Körperverletzung zu 18 Monaten Jugendgefängnis verurteilt. Sie werden ins Wilkinson-Heim für Jungen überstellt und erleben dort bald die Hölle. Die Wärter Sean Nokes, Adam Styler, Henry Addison und Ralph Ferguson verüben Misshandlungen und sexuelle Übergriffe auf die Jungen, die sie selbst gegenüber ihrem Mentor Pater Bobby bei dessen Besuchen aus Angst und Scham verschweigen. Pater Bobby, der eine gebrochene Gestik und plötzliche Angst vor körperlichem Kontakt wie Umarmungen bei den Jungs bemerkt, versucht ihnen bei Gesprächen Mut zum Durchstehen zu machen.
1970er/1980er Jahre: Die vier Freunde leben getrennt voneinander, aber bleiben in Kontakt. Lorenzo ist Journalist und Michael Staatsanwalt. Aus John und Thomas sind Profikiller und Gründer der Bande „West Side Boys“ geworden.
Eines Abends besuchen John und Thomas einen Pub und treffen dort zufällig auf Sean Nokes, den Hauptverantwortlichen der Übergriffe im Heim. Voller Rachegelüste stellen sie Nokes zur Rede und erschießen ihn schließlich. Die beiden werden verhaftet und wegen Mordes vor Gericht gestellt. Michael erfährt von der Verhaftung, übernimmt den Fall als Staatsanwalt und versucht mit einer ausgefeilten Strategie, den Fall mit Absicht zu verlieren, um John und Thomas vor der Verurteilung zu retten. Mit Hilfe von Lorenzo, King Benny und Pater Bobby, der nach langem Zweifel einen Meineid vor Gericht schwört, um ein Alibi für John und Thomas zur Verfügung zu stellen, schafft er es neben dem Freispruch, die wahren Schuldigen anzuprangern: die ehemaligen Wärter des Wilkinson-Heims.

## Hintergrund
Lorenzo Carcaterra macht mit seinem Roman auf die schlimmen Zustände in Jugendgefängnissen aufmerksam.
Nach Angaben des Autors beruht der Roman auf Tatsachen, lediglich Namen und Daten seien geändert worden. „Als ich daranging, ‚Sleepers‘ zu schreiben, habe ich zwei lange Listen über meinen Schreibtisch gehängt. Auf der linken Seite waren alle Fakten minutiös festgehalten, rechts war alles kunstvoll versteckt“, so Lorenzo Carcaterra.
Das Buch wurde ein Bestseller – bereits im Juli 1995 erreichte es auf der Hitliste nichtfiktionaler Bücher der New York Times Platz 14. Bis heute wurden in den USA und 35 weiteren Staaten mehr als 1.400.000 Exemplare verkauft, alleine in den USA erschienen bisher 20 Auflagen.
Der Roman löste eine heftige Kontroverse über den Wahrheitsgehalt und die Verherrlichung der Selbstjustiz aus. Die Strafvollzugsbehörde bestritt, dass der Mordprozess stattgefunden hat. Ein Mitarbeiter des Bezirksstaatsanwalts mit nur 6 Monaten Berufserfahrung würde in der Praxis nie einen Mordfall behandeln. Journalisten konnten bei den Strafverfolgungsbehörden niemanden finden, der sich an einen vergleichbaren Prozess erinnern konnte. Außerdem gäbe es keinen Hinweis darauf, dass Carcaterra jemals Insasse eines Gefängnisses oder einer Besserungsanstalt gewesen sei.
Unabhängig vom Wahrheitsgehalt bezeichnete die Irish Times den Roman als „eine unangenehme Mischung aus Sentimentalität und Bösartigkeit“.

## Verfilmung
Das Buch wurde von Barry Levinson unter demselben Titel erfolgreich verfilmt. Die Hauptrollen spielten Kevin Bacon (als Sean Nokes), Brad Pitt (als Michael Sullivan), Robert De Niro (als Pater Bobby), Dustin Hoffman (als Danny Snyder) und Jason Patric (als Lorenzo Carcaterra).